# Bangiella atrovirens
Bangiella atrovirens, vrsta crvenih algi u porodici Bangiaceae. Jedina je vrsta morska alga B. atrovirens
Taksonomski status roda: trenutno se smatra sinonimom za Bangiadulcis.